# Nostra Signora del Monte Carmelo di Garabandal

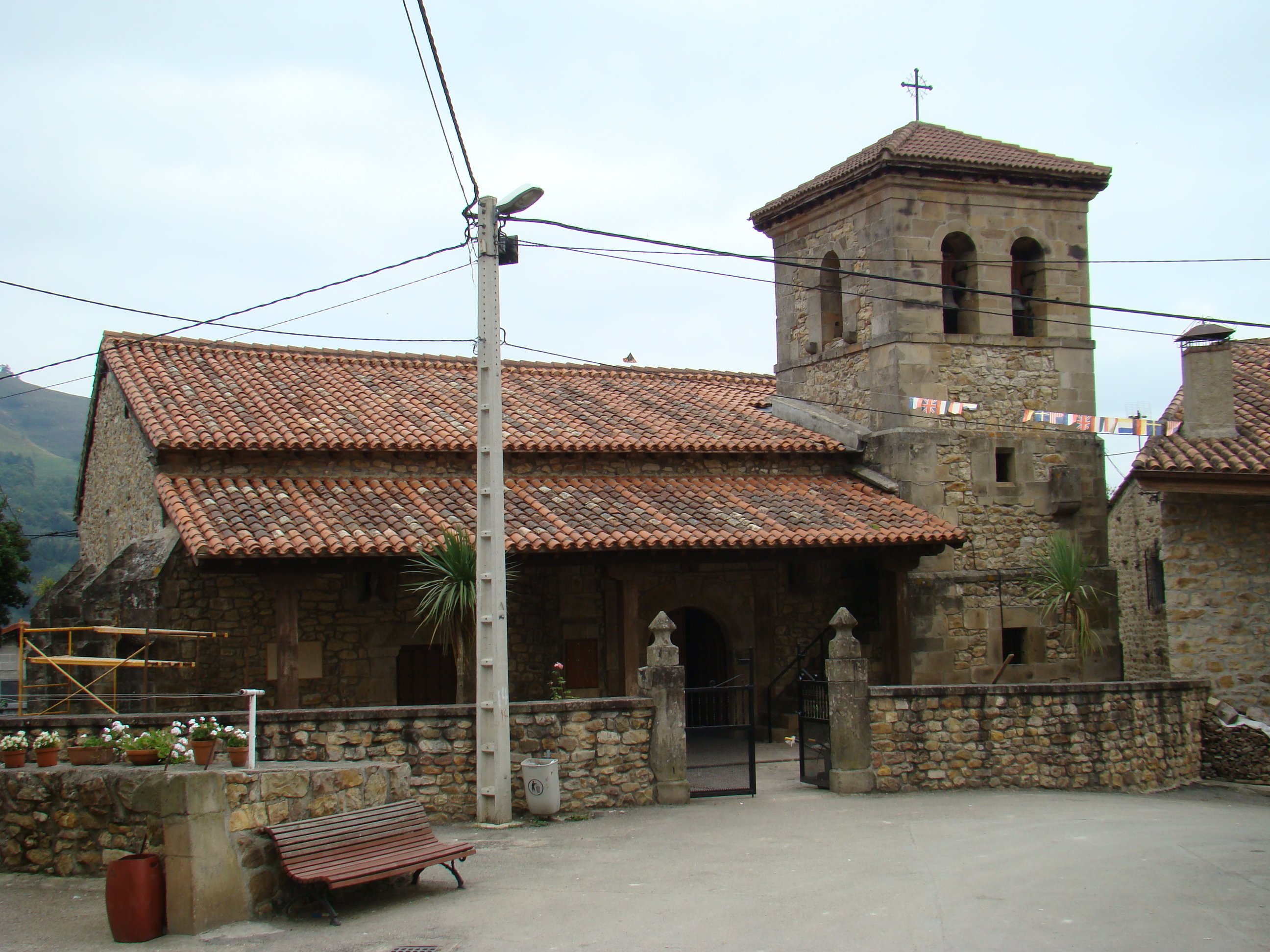
La Chiesa Parrocchiale di San Sebastián de Garabandal.

Nostra Signora del Monte Carmelo di Garabandal è l'appellativo con cui alcuni fedeli venerano Maria in seguito alle apparizioni che dal 1961 al 1965 hanno ricevuto quattro bambine presso San Sebastián de Garabandal, comunità autonoma della Cantabria, nella diocesi di Santander, Spagna.
Le apparizioni non sono state riconosciute ufficialmente dalla Chiesa cattolica, benché abbia sottolineato che non sia stata trovata «materia di censura ecclesiastica di condanna, né nella dottrina, né nelle raccomandazioni spirituali».
Nel 1970 il cardinale Franjo Šeper, Prefetto della Congregazione per la Dottrina della Fede, dichiarò che tale Dicastero ha sempre rifiutato di definire il carattere soprannaturale degli eventi, lasciando la potestà sull'argomento all'Ordinario e rispettando il giudizio definitivo negativo della Curia di Santander, ed inoltre aggiungendo che la Santa Sede non ha mai approvato neppure indirettamente il movimento di Garabandal, non avendo mai incoraggiato né benedetto i promotori od i centri di Garabandal, anzi deplorando che talune persone ed istituzioni persistano nel formare movimenti in ovvia contraddizione con le disposizioni dell'autorità ecclesiastica.
Nel 1996 è stato riconfermata dall'Ordinario di Santander, Mons. Jose Vilaplaua, la conclusione dei vescovi suoi predecessori, ossia il non constat de supernaturalitate delle apparizioni, il quale non esprime né una conferma né una negazione della soprannaturalità degli eventi, ma lascia aperto a un possibile giudizio in un secondo momento.

## Storia delle apparizioni

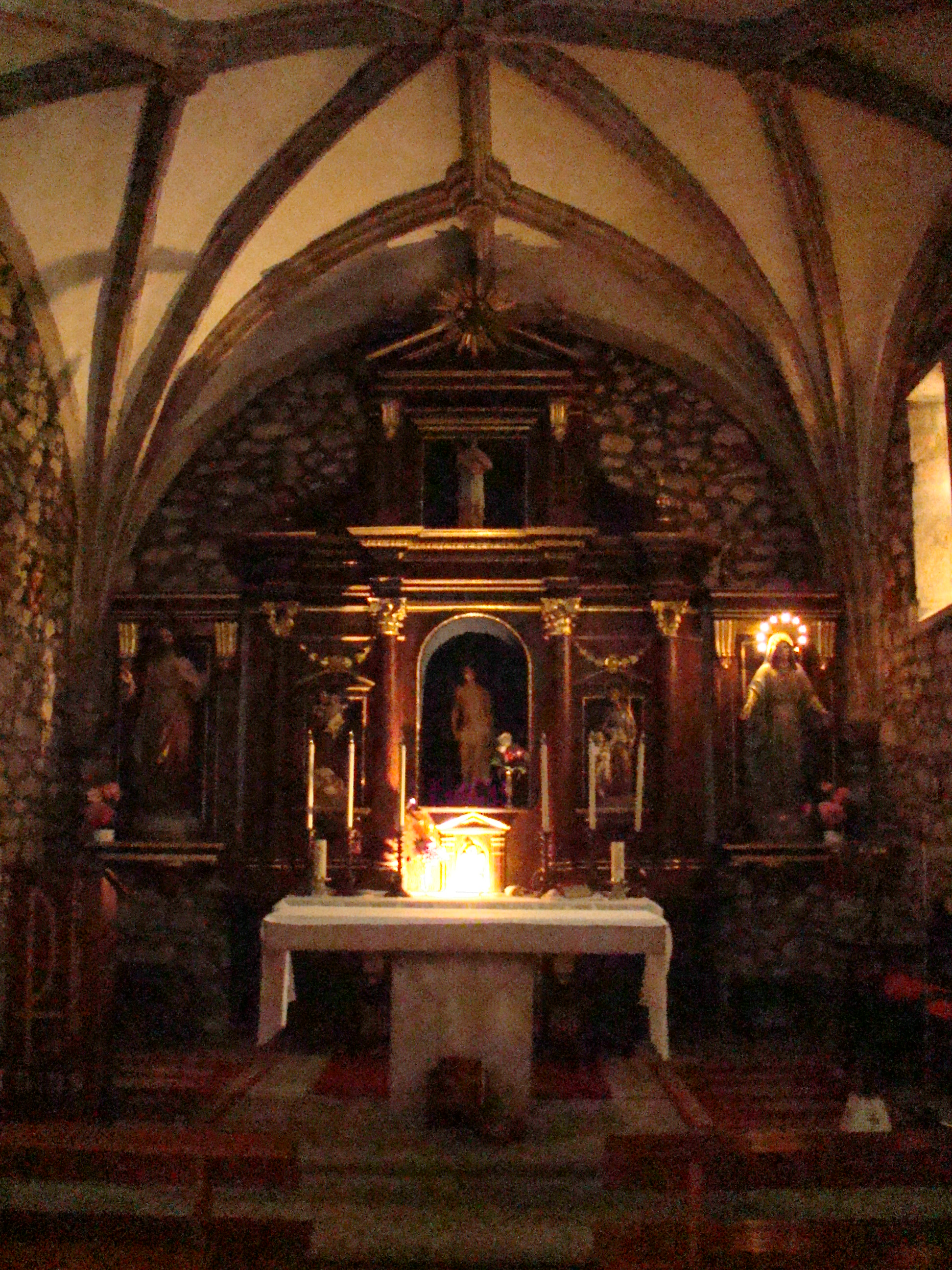
Altare della Chiesa Parrocchiale di San Sebastián de Garabandal.

San Sebastián de Garabandal è un paesino situato nel nord della Spagna dove, dal 18 giugno 1961 al 13 novembre 1965, sarebbero apparsi ripetutamente la Madonna e l'arcangelo Michele a quattro bambine, di età compresa fra gli undici e i dodici anni: Conchita Gonzalez, Maria Dolores Mazón (Mari Loli), Jacinta González e Maria Cruz Gonzalez Barrido (Mari Cruz).
Secondo il loro racconto, inizialmente videro soltanto l'arcangelo Michele che, alla decima manifestazione, preannunciò l'apparizione della Madonna per il 2 luglio successivo. In quella data Maria si sarebbe mostrata, circondata da due angeli, con in braccio Gesù Bambino per invitare le bambine a pregare con lei il rosario.
Le apparizioni, secondo il racconto, proseguirono diventando più frequenti; la Vergine avrebbe iniziato a comunicare messaggi, con inviti alla bontà e alla penitenza. Dal 1º novembre 1962 Conchita cominciò ad annotare in un diario i particolari delle presunte manifestazioni.
Come riferito nel diario, nel febbraio 1963 la Madonna predisse a Conchita un grande miracolo, in coincidenza con il quale sarebbe rimasto un segno soprannaturale visibile per l'eternità; la veggente disse di non poter però rivelare i particolari della profezia. In precedenza le bambine avrebbero avuto la terribile visione della fine dei tempi con il realizzarsi della giustizia divina, mentre il 18 giugno 1962, festa di san Sebastiano, patrono di Garabandal, molti avrebbero visto un'ostia sospesa nell'aria all'altezza della lingua di Conchita, durante la celebrazione eucaristica.
Il 18 giugno 1965, prosegue il diario, le veggenti ricevettero, tramite l'arcangelo Michele, un messaggio di Maria, con il quale si lamentava dell'indifferenza riguardo ai suoi precedenti messaggi, della crisi del clero e della tiepidezza verso l'Eucaristia, preannunciando l'ira divina se l'umanità non si fosse ravveduta.
Le presunte apparizioni terminarono il 13 novembre 1965; Conchita, Maria Dolores e Jacinta parvero inizialmente orientarsi verso la vita religiosa, ma la fine delle apparizioni segnò l'inizio di un periodo di dubbi per le veggenti. Nessuna di esse si consacrò a Dio. Si sarebbero verificate, in relazione ai fatti di Garabandal, numerose guarigioni miracolose.
In una della "rivelazioni" la Vergine avrebbe detto che, nel giorno del Grande Miracolo, un uomo cieco, Joey Lomangino, avrebbe avuto nuovi occhi, tuttavia Joey Lomangino è deceduto, ancora cieco, il 18 giugno 2014, pertanto è stato ipotizzato che egli abbia "visto" il miracolo al momento della morte o che si tratti di una predizione post-mortem.
In merito al miracolo, Conchita lo collocò in un giovedì dalle 20.30 alle 20.45 in uno dei mesi compresi tra marzo e maggio e in un'altra dichiarazione aggiunse:
Sette successivi vescovi locali negarono la natura soprannaturale di tali fatti.

## Le veggenti
- Conchita González: vive a New York, avendo sposato lo statunitense Patrick J. Keena, che l'ha lasciata vedova nel 2013. Ha quattro figli.
- Jacinta González: vive anche lei negli USA, dove ha sposato Jeffrey Moynihan. Ha una figlia, María Jacinta de Guadalupe.
- María Cruz González Barrido: l'unica delle veggenti a non aver lasciato la Spagna. Vive nelle Asturie col marito Ignacio Caballero e i quattro figli.
- Maria Dolores Mazón: morta nel 2009 per le complicazioni del Lupus eritematoso sistemico. Aveva sposato lo statunitense Francis Lafleur, col quale visse nel Massachusetts; la coppia ebbe tre figli.

## Garabandal e i testimoni
Il 3 marzo 1962 Conchita, Mari-Loli, Jacinta e Mari Cruz ricevettero una lettera anonima che si concludeva con queste parole: «Non credono in voi e nei vostri colloqui con la bianca Signora, ma ci crederanno quando sarà troppo tardi»; Feliz Lopez, professore della scuola di Garabandal, intuì che il mittente fosse San Pio da Pietrelcina e ciò fu confermato a Conchita dalla stessa Vergine, pertanto ella inviò una lettera di risposta a Padre Pio secondo le indicazioni della Madonna. Nel 1967 Conchita incontrò personalmente Padre Pio ed egli vide il Miracolo prima di morire, secondo la testimonianza di Padre Bernardino Cennamo, frate del monastero di San Giovanni Rotondo; inoltre, il santo volle che il velo — che avrebbe coperto il suo volto una volta morto — fosse consegnato proprio a Conchita.
Anche Santa Madre Teresa di Calcutta confermò l'autenticità delle apparizioni e dichiarò: «Sin dall’inizio sentii che gli eventi erano autentici». Madre Teresa era amica di Conchita.

## Cinema
Il 15 agosto 2020, in occasione della solennità dell'Assunzione, è stato distribuito in forma gratuita attraverso la piattaforma YouTube il film Garabandal: solo Dio lo sa, prodotto dalla Mater Spei, ed esso ha contribuito a riaccendere l'attenzione sulle apparizioni, conformandosi all'autorità della Chiesa e, al contempo, esortando ad incrementare gli studi sugli accadimenti di Garabandal.